# Lambersart
Lambersart település Franciaországban, Nord megyében. Lakosainak száma 27 105 fő (2022. január 1.). Lambersart Verlinghem, Lille, Lompret és Saint-André-lez-Lille községekkel határos.

## Népesség
A település népességének változása:
| Lakosok száma | 28 491 | 27 517 | 28 027 | 27 649 | 27 415 | 27 400 | 27 425 | 27 121 | 27 105 |
|               | 2013   | 2015   | 2016   | 2017   | 2018   | 2019   | 2020   | 2021   | 2022   |